# Abdalá Usama Ahmed
Abdalá Usama Tawfik Ahmed (12 de febrero de 1991) es un deportista egipcio que compitió en taekwondo.
Ganó una medalla de oro en los Juegos Panafricanos de 2011 y dos medallas de bronce en el Campeonato Africano de Taekwondo, en los años 2009 y 2010.

## Palmarés internacional
| Juegos Panafricanos | Juegos Panafricanos | Juegos Panafricanos | Juegos Panafricanos |
| Año                 | Lugar               | Medalla             | Categoría           |
| ------------------- | ------------------- | ------------------- | ------------------- |
| 2011                | Maputo (Mozambique) | Medalla de oro      | –80 kg              |
| Campeonato Africano |                     |                     |                     |
| Año                 | Lugar               | Medalla             | Categoría           |
| 2009                | Yaundé (Camerún)    | Medalla de bronce   | –68 kg              |
| 2010                | Trípoli (Libia)     | Medalla de bronce   | –68 kg              |